# Carlos González Sháněl
Carlos González Sháněl (ur. 11 czerwca 1973 w Buenos Aires) – chilijski dziennikarz telewizyjny, publicysta i reporter czeskiego pochodzenia. W chwili obecnej jest korespondentem meksykańskiej stacji telewizyjnej Televisa w Czechach oraz w Polsce. Jest także założycielem firmy doradczej w dziedzinie komunikacji Mentora s.r.o. z siedzibą w Pradze oraz wykłada na Wydziale Nauk Politycznych Wydziału Filozofii Uniwersytetu Hradec Králové.

## Życiorys

### Wykształcenie i praca w mediach
Urodził się w Buenos Aires, Argentyna w czesko-chilijskiej rodzinie. Studiował komunikację audiowizualną na Uniwersytecie UNIACC w Santiago de Chile, gdzie uzyskał tytuł magistra w specjalności Komunikacja i Marketing. Jest także absolwentem specjalności Społeczna Gospodarka Rynkowa na Uniwersytecie Miguel de Cervantes (stypendysta Fundacji Konrada Adenauera). Wkrótce po ukończeniu studiów w roku 1997 przeprowadził się do Europy, najpierw żył w Brukseli a później przeprowadził się do Pragi. Od tego czasu mieszka w Pradze, gdzie pracował jako korespondent, reporter oraz komentator międzynarodowy w różnych mediach. Był korespondentem służby zagranicznej Holenderskiego Radio Nederland Wereldomroep oraz Czeskiego radia Radio Praha. Od roku 2013 jest korespondentem telewizji meksykańskiej Televisa w Czechach i w Polsce. Jest także moderatorem serialu CESTOSKOP emitowanego przez czeskiego kanału Regionánlí Televize.

### Prawa człowieka
Carlos González Sháněl zajmuje się problematyką praw człowieka, co jest jednym z głównych tematów jego badania i analizy.

### Książki, filmy, eseje
- 2010: Gry wojenne w obszarze Pacyfiku (Juegos de Guerra en el Pacífico)[12]

González jest współautorem książki Gry wojenne w obszarze Pacyfiku: o nieprawdopodobnym konflikcie zbrojnym między Chile i Peru, do której przedmowę napisał były czeski senator i były Minister spraw wewnętrznych Jan Ruml.
- 2003: Kubańska wiosna[13] (La Primavera de Cuba)

González jest producentem filmu dokumentarnego Kubańska wiosna (Austria, Czechy)
. Film był pokazywany w Ameryce Północnej, Ameryce Południowej, Europie i w telewizji w Stanach Zjednoczonych, Czechach i na Słowacji. Telewizja Czeska emitowała po raz pierwszy ten dokument w roku 2003. Dwa lata później pokazała film ponownie. Film był także prezentowany na wielu festiwalach, włącznie festiwalu „Jeden Świat” i był przetłumaczony na język angielski, czeski, polski i niemiecki.